# Amplectobelua
Amplectobelua symbrachiata
Genre
Espèces de rang inférieur
- †Amplectobelua symbrachiata Hou et al. 1995
- †Amplectobelua stephenensis A. C. Daley et G. E. Budd, 2010

Amplectobelua est un genre fossile d'arthropodes de la famille des Anomalocarididae. Selon Paleobiology Database en 2022, le genre est resté monotypique et la seule espèce référencée est Amplectobelua symbrachiata.

## Présentation
Il remonte au début du Cambrien supérieur. À l'instar d'autres anomalocaridés, Amplectobelua avait une paire d’appendices articulés, de grands yeux, un corps sans membres et une série de nageoires ou de lobes nageurs latéraux qui s’étendaient sur toute la longueur de son corps, des deux côtés. Il était plus petit qu'Anomalocaris, à qui il est apparenté, et possédait un appendice de saisie plus spécialisé, au sein duquel une épine du quatrième segment se recourbait pour s’opposer à la pointe de l’appendice, ce qui lui permettait de saisir une proie comme avec une pince de crabe. Les nageoires diffèrent également. Les nageoires avant sont très longues et fines, tandis que les nageoires caudales médianes adoptent la forme d'une paire de longues banderoles ou « furci ».

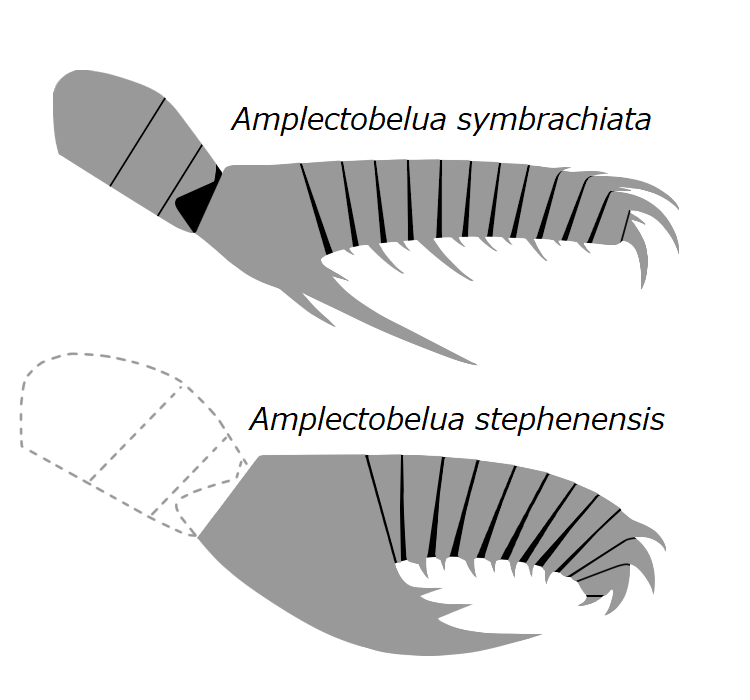
Appendices frontaux de A. symbrachiata et A. stephenensis. Notez la région de l'arbre de A. stephenensis est inconnue.
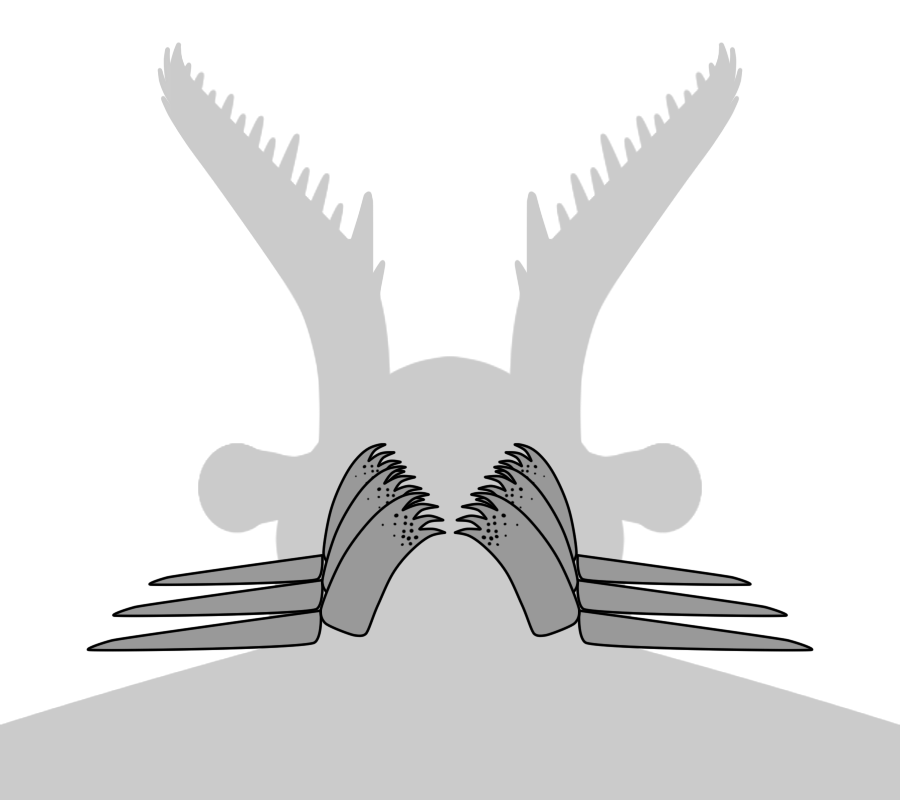
Vue ventrale d'un radiodont généralisé porteur de GLS, montrant 3 paires de structures de type gnathobase (GLS) et les lambeaux antérieurs correspondants.

Deux espèces sont connues: Amplectobelua symbrachiata dans les formations du Chengjiang et Amplectobelua stephenensis dans les schistes de Burgess. A. symbrachiata est connu par des spécimens complets, en revanche, A. stephenensis n'est connu que par des éléments isolés. A. stephenensis semble plus avancé, la pince étant plus spécialisée dans la saisie, la quatrième épine est, en effet, plus grande et les épines des segments extérieurs sont réduites.

## Anatomie
Au sein des Anomalocaridés, Amplectobelua partage avec Ramskoeldia (en) une caractéristique unique. Tous deux possèdent derrière la bouche, de six à huit structures rappelant les gnathobases des arthropodes. Ces structures fonctionnaient de la même manière que les gnathobases des arthropodes, étant capables de pivoter et de déchiqueter leurs proies. Elles étaient reliées à des rabats antérieurs latéraux réduits. Également, la bouche d'Amplectobelua était différente des Anomalocaridés typiques, possédant de nombreuses plaques dentaires plates disposées de manière tétraradiale.